# Rudolf Karwetzky

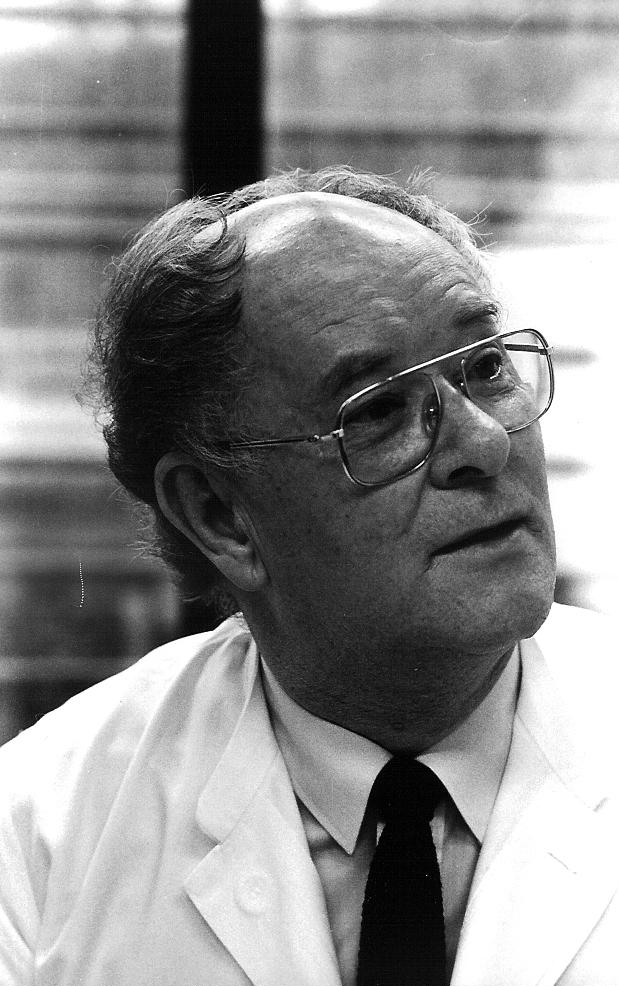
Rudolf Karwetzky, Dezember 1984

Rudolf Karwetzky (* 8. April 1923 in Weidenau, heute Vidnava in der Tschechoslowakei; † 6. November 1999 in Münster) war ein deutscher Zahnmediziner und Vorreiter auf dem Gebiet der Kieferorthopädie.

## Leben
Nach dem Erhalt des deutschen Abiturs im Sommer 1941 erhielt der im Sudetenland geborene Rudolf Karwetzky den Einberufungsbefehl zur Wehrmacht und diente bis zum Ende des Krieges an unterschiedlichen Fronten. Aus dem Krieg heimgekehrt, studierte Rudolf Karwetzky Zahnmedizin in München, wo er 1953 auch zum Dr. med. dent. promoviert wurde. Seine kieferorthopädische Ausbildung absolvierte er in München und später in Kiel, wo er bis zu seinem Wechsel nach Münster als Assistent an der dortigen Zahnklinik arbeitete.
Im Jahr 1957 als leitender Assistent an die kieferorthopädische Abteilung der ZMK-Klinik gekommen, gehörte der Zahnmediziner für 30 Jahre dem Lehrkörper der Westfälischen Wilhelms-Universität in Münster an. 1963 habilitierte er sich, begann in Münster seine Lehrtätigkeit und wurde 1968 zum außerplanmäßigen Professor für Zahn-, Mund- und Kieferheilkunde, 1970 zum Wissenschaftlichen Abteilungsvorsteher und Professor und 1975 zum ordentlichen Professor und Direktor der Kieferorthopädischen Abteilung der Universitätsklinik für Zahn-, Mund- und Kieferkrankheiten in Münster ernannt. Karwetzky war maßgeblich an der Planung der 1979 eröffneten neuen Zahnklinik in Münster beteiligt.
Im Jahr 1980 leitete und organisierte Karwetzky als Jahrespräsident der Deutschen Gesellschaft für Kieferorthopädie einen der erfolgreichsten Kongresse in Münster und stellte seine Forschungsergebnisse auch in den folgenden Jahren immer wieder auf internationalen Veranstaltungen vor. Sein wissenschaftliches Werk ist international anerkannt. Karwetzky hat an die 100 Publikationen und Buchbeiträge verfasst.
Karwetzky war verheiratet und hatte einen Sohn.

## U-Bügel-Aktivator

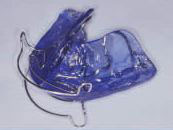
U-Bügel Aktivator nach Karwetzky

Eine über die Grenzen Münsters hinausragende Bekanntheit erlangte Karwetzky durch die Entwicklung orthodontischer Behelfe und Geräte, mit denen Stellungsanomalien der Zähne und Lageabwegigkeiten der Kiefer normalisiert und mögliche Wachstumsausfälle unterbunden werden können.

Entscheidende Bedeutung kommt vor allem dem sogenannten U-Bügel-Aktivator nach Karwetzky zu – ein funktionskieferorthopädisches Gerät, das je nach Typ (1–3) die Ausrichtung des Unterkiefers in die gewünschte Position ermöglicht.

## Veröffentlichungen (Auswahl)
- Histologische, röntgenologische und klinische Untersuchungen im Kauorgan zur Ermittlung von Reaktionsgraden für die Kieferorthopädie. In: Das Deutsche Zahnärzteblatt. Juni 1963.